# Marais de Saône

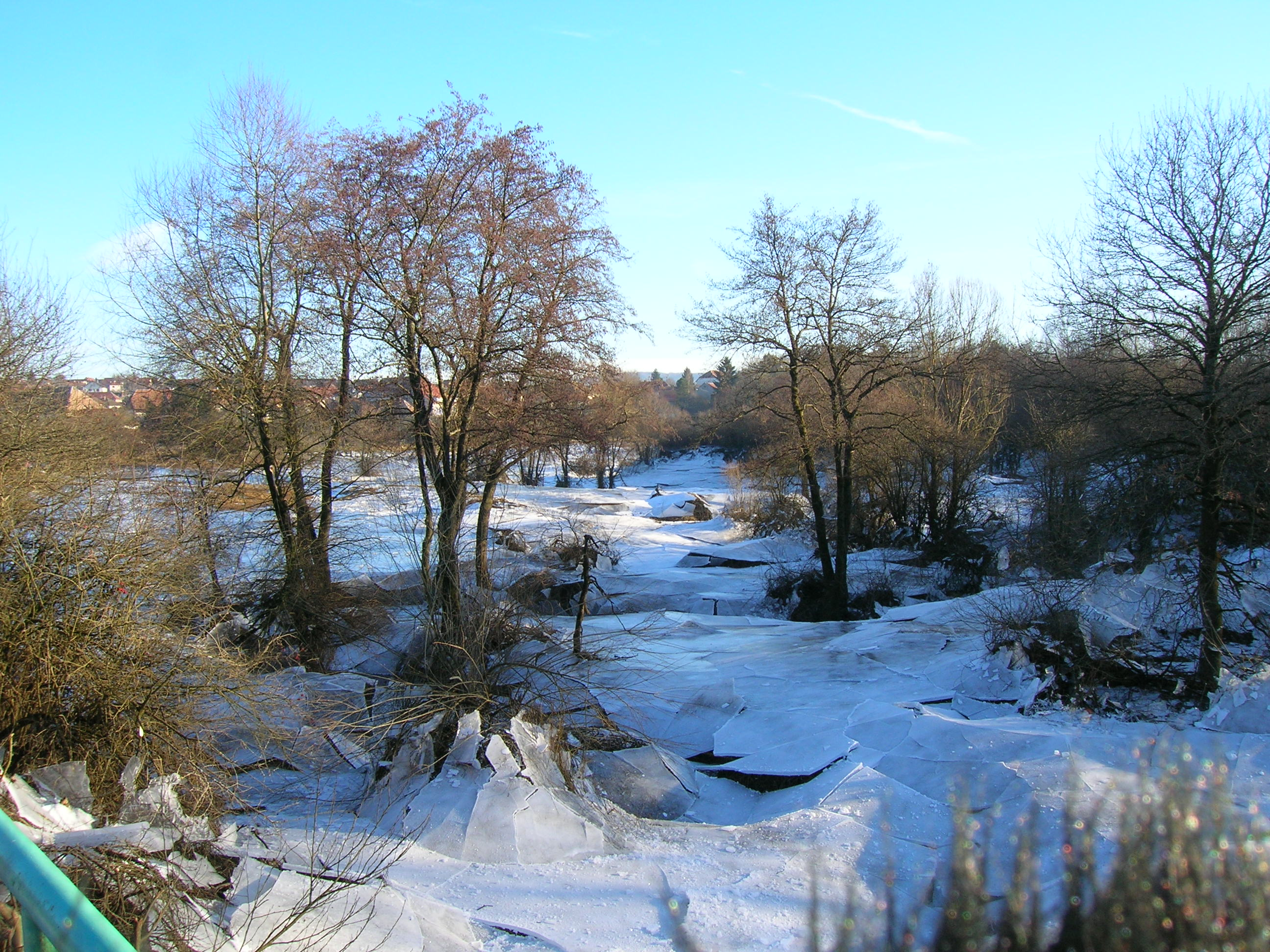
Marais en hiver

Le marais de Saône est une zone marécageuse et tourbeuse du premier plateau du massif du Jura, située dans le département du Doubs (région Bourgogne-Franche-Comté) près de la commune éponyme, à l'est de Besançon. Cette dépression fermée  est un  poljé dont le plancher est constitué de sédiments lacustres glaciaires imperméables. Les eaux des ruisseaux et des précipitations sont évacuées par plusieurs pertes dont la principale est un ponor appelé le Creux sous roche.

## Présentation
Saône s'appelait Hugo Villicus de Sauna en 1130. Cette étymologie viendrait du celte Sagonna. Sag (sacré) et onna (eau). Nos ancêtres attribuaient à une volonté divine la disparition subite, dans les entrailles de la terre, des eaux du marais.
Le marais, d'une surface de 820 ha, est situé à 383 m d'altitude sur le plateau de Saône, entre les agglomérations de Saône, la Vèze et Montfaucon. Si sa plus grande partie est située sur les communes de Saône et Morre, les zones périphériques débordent sur  Fontain, La Vèze et Montfaucon.

### Activités traditionnelles
La végétation spécifique du marais a permis la pratique d'activités, mises en place par le Syndicat mixte du marais de Saône telles que :
- la récolte de l'osier (paniers...)
- la fabrication de sabots en aulne et bouleau (jusqu'en 1960)
- la fauche des laîches (pour la confection de liens ou pour la litière des animaux)
- l'extraction de la tourbe, utilisée comme combustible (entre 1732 et 1914)

De plus, le sable et l'argile locaux ont servi à la fabrication de tuiles entre 1632 et 1893 et la glace hivernale a été exploitée au XIXe et début XXe siècle.

### Infrastructures, aménagements

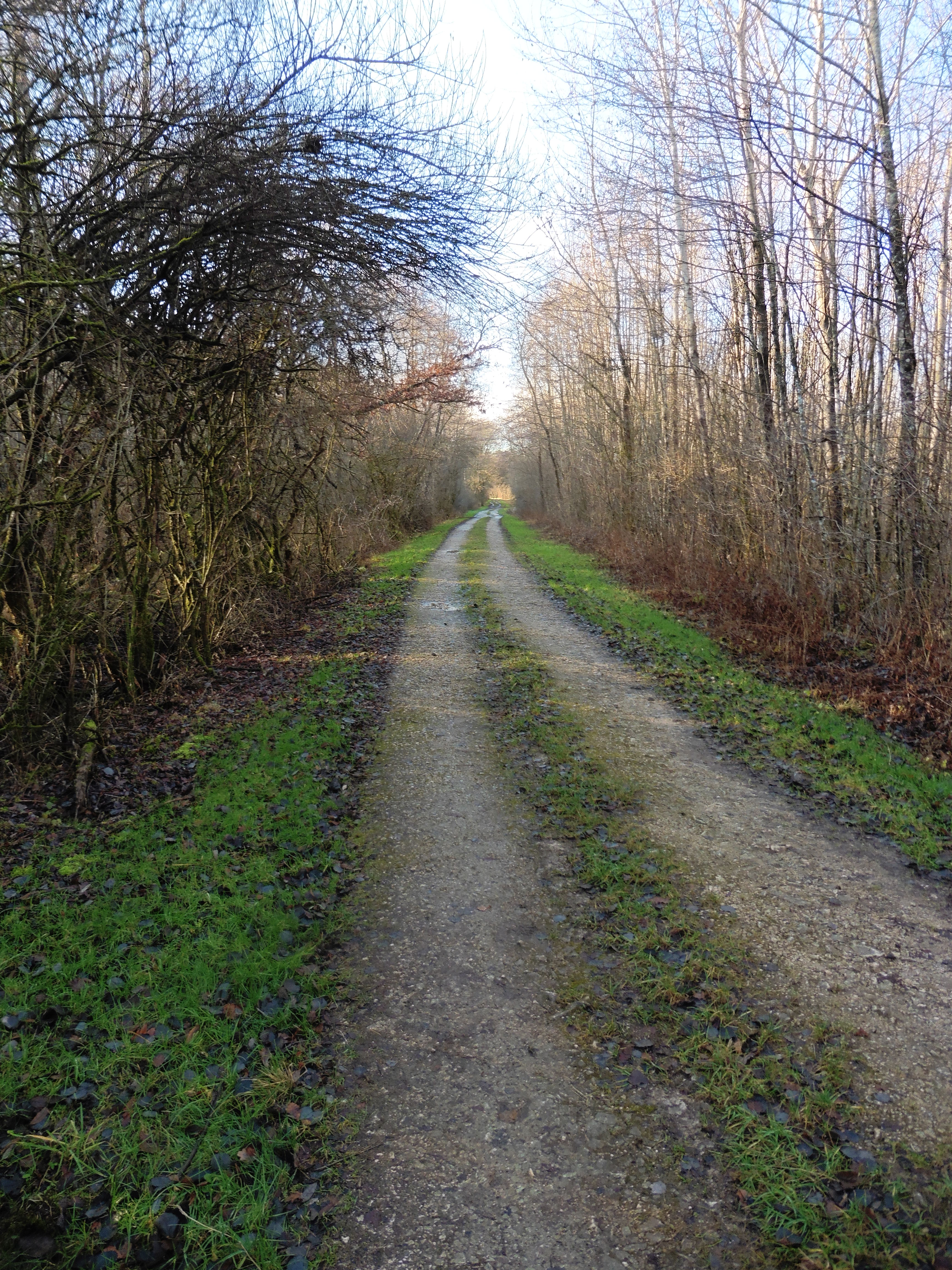
Voie romaine

Une voie romaine le traversait entre le hameau  de la Couvre (Morre) et le petit-Saône (Saône). Depuis 1846, la route Besançon-Morteau, qui jusque-là contournait le marais, traverse celui-ci (actuelle N.57). La voie ferrée de Besançon au Locle-Col-des-Roches suivra en 1884.
Afin d'apporter un complément d'eau aux quartiers les plus élevés de Besançon un aqueduc souterrain reliait, à partir de 1884, les captages du bois d'Aglans (sources des neuf Puits, source de la Buvette...) à Besançon en empruntant le tunnel ferroviaire de Morre et longeant la route de Morre. Depuis la Grange St Antoine (Saône), il rejoignait en ligne droite l'entrée du tunnel à travers la tourbière. Étant donné son débit faible et fluctuant (300 à 1500 m3/ jour), il fut mis fin à son exploitation en 1979.
À l'est du bourg de La Vèze, profitant du terrain naturellement plat, l'aéroport de Besançon-La Vèze a été aménagé en 1968 au sud du marais.
Plusieurs étangs artificiels, creusés par la société de chasse locale, occupent sa partie nord-est.

### Classements, protections

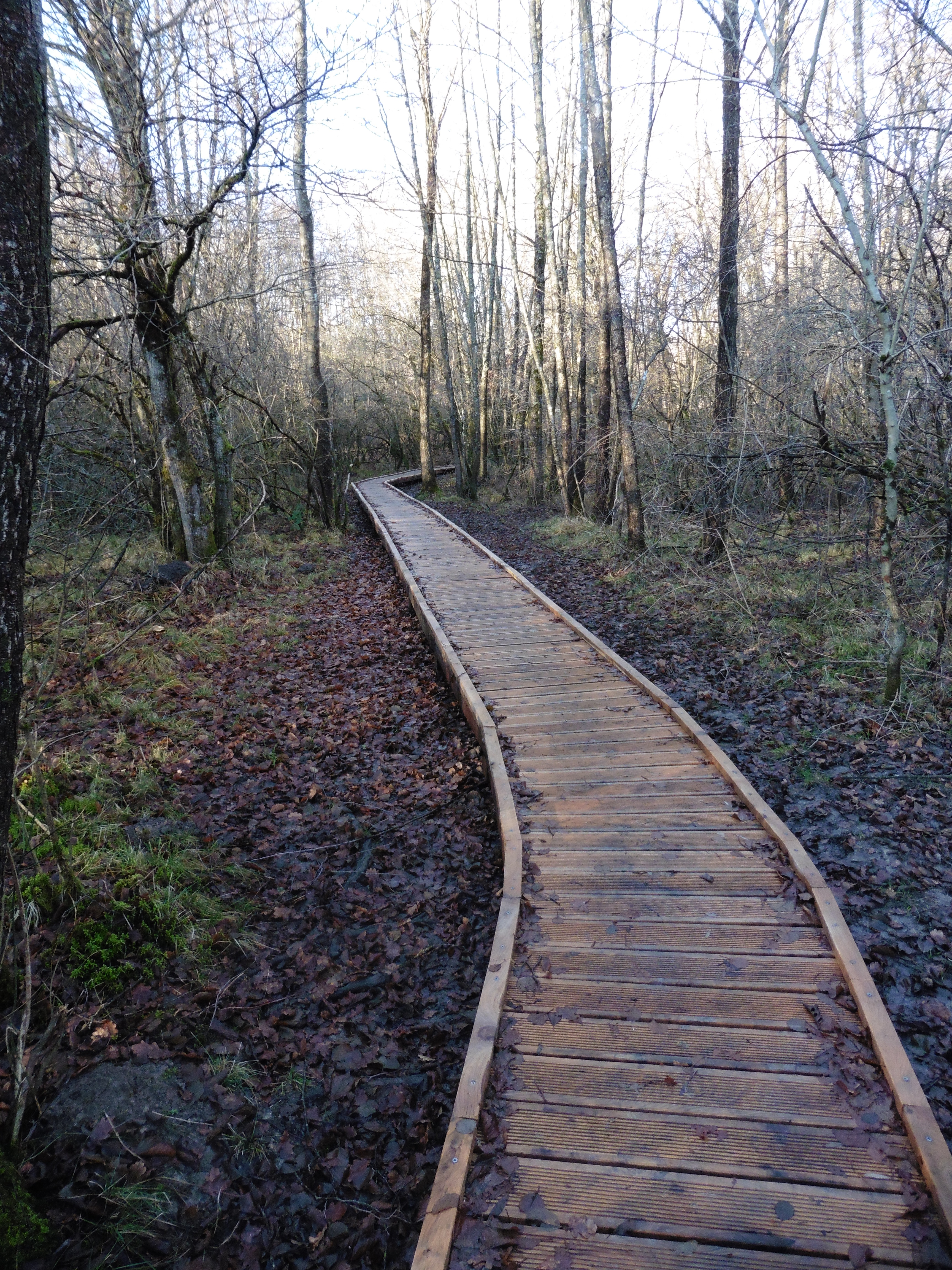
Chemin aménagé

Le marais a été classé en ZNIEFF de type I, d'une superficie de 772 ha, dont les points bas et haut sont le Creux-sous-Roche (377 m) et les Fours à chaux (415 m). Seuls deux lieux-dits sont englobés dans son périmètre : le moulin de Saône (Saône) et le Pontot (la Vèze). De plus, il est inclus dans la zone Natura 2000 « moyenne vallée du Doubs », site d'intérêt communautaire.
Zone sensible, depuis le 23 novembre 1994, au sein de l'unité « la Saône et le Doubs », c'est une zone sensible à contraintes environnementales (Z.S.C.E.) depuis le 30 mai 2008. Un arrêté de protection du biotope a été publié en 2019.
Le marais est également un espace naturel sensible au titre des zones humides.
La DREAL de Franche-Comté a cartographié plusieurs zones humides où se concentrent une faune et une flore remarquables.
Le marais est la principale zone de captage des eaux des sources d'Arcier, au sein du bassin versant d'Arcier qui couvre 102 km2. Un arrêté préfectoral du 8 juin 2004, sur la protection des captages de la source d’Arcier, réglemente les activités situées à l’intérieur des périmètres de protection qu'il instaure. En effet l'eau de la pluie et des rivières de ce bassin pénètre dans le sol karstique et se retrouve aux sources d'Arcier qui alimentent pour partie l'agglomération bisontine. L'exploitation des terrains y est donc strictement réglementée, car si des produits chimiques ou autres venaient à s'y déverser, ce serait  catastrophique pour la qualité de l'eau de la source.
Les collectivités sont ainsi engagées et mobilisées pour préserver ces espaces, notamment à travers la mise en place de périmètres de protection. Sous l’impulsion du gestionnaire du captage, la ville de Besançon, un comité de pilotage se réunit régulièrement pour mettre en œuvre un programme d’actions destiné à protéger la ressource. Il est à noter que le captage d'Arcier est prioritaire au titre de l'article 21 de la loi sur l'eau et du Grenelle de l'Environnement.
Château d'eau de la ville de Besançon, espace de préservation d'espèces végétales et animales remarquables, lieu de découverte privilégié, le marais de Saône fait, depuis les années 2000, l'objet d'une attention particulière.

## Le Creux-sous-Roche

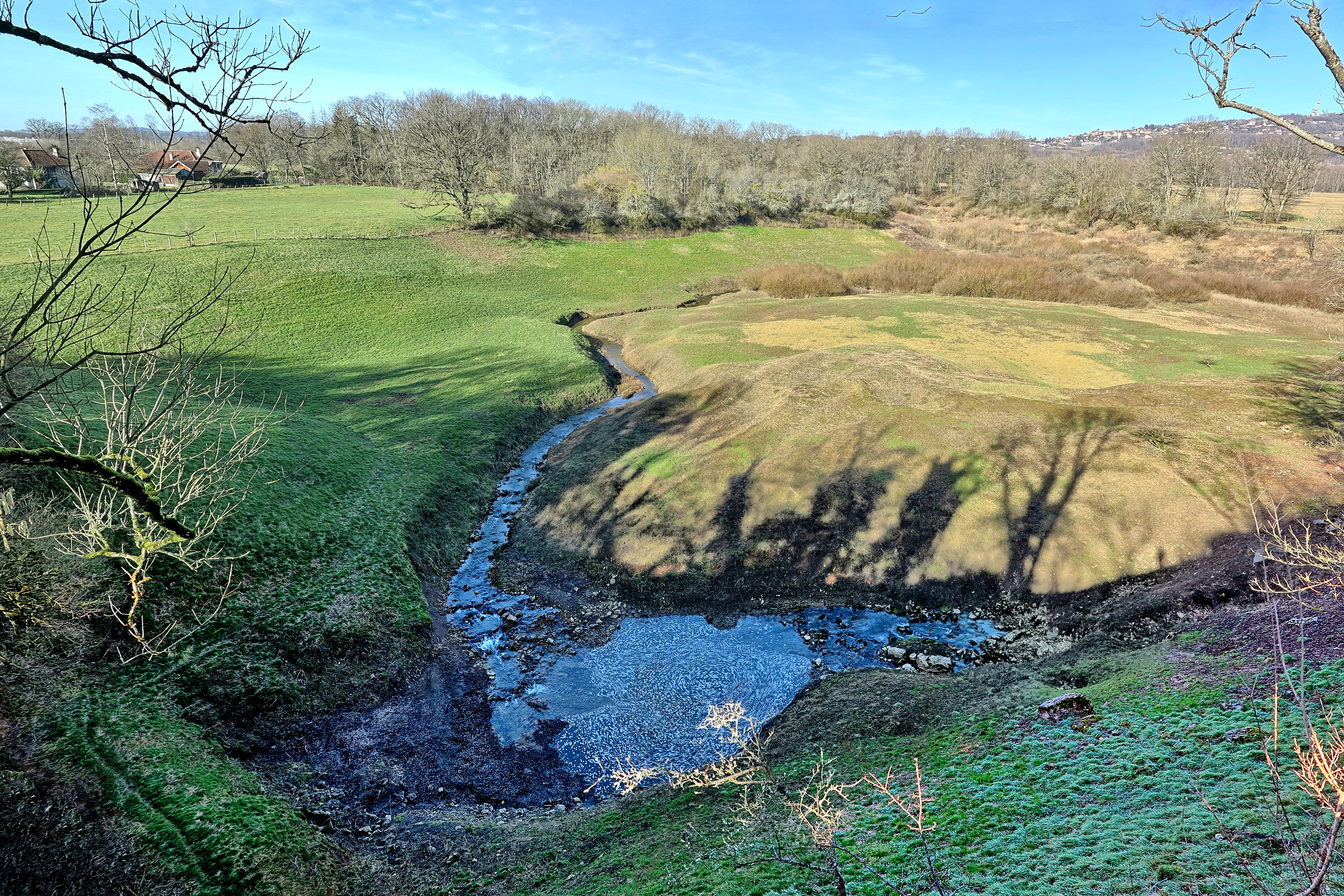
La perte du Creux-sous-Roche

Il s'agit d'une dépression karstique écoulant les eaux de surface, appelée un ponor. Il a la forme d'un entonnoir à fond plat aux pentes moyennes à douces vers le nord, l'ouest et le sud-ouest et fermé ailleurs par des parois rocheuses verticales. La perte a lieu au fond de l'entonnoir. En cas de fortes précipitations, deux puits creusés par l'homme sur une dizaine de mètres et dont les entrées sont protégées par des grilles prennent le relais. Le ponor est le point de convergence de plusieurs ruisseaux :
- le ruisseau souterrain issu des exsurgences de l'Œil-de-Bœuf[N 4], perte située dans le bourg de Saône, de la fontaine du grand-Saône, du ruisseau de la Vèze, du ruisseau de la Scierie et du ruisseau des grands Terreaux.
- le ruisseau des grands Terreaux et celui de la Vèze qui confluent quelques dizaines de mètres en amont dans la pente ouest de la dépression.

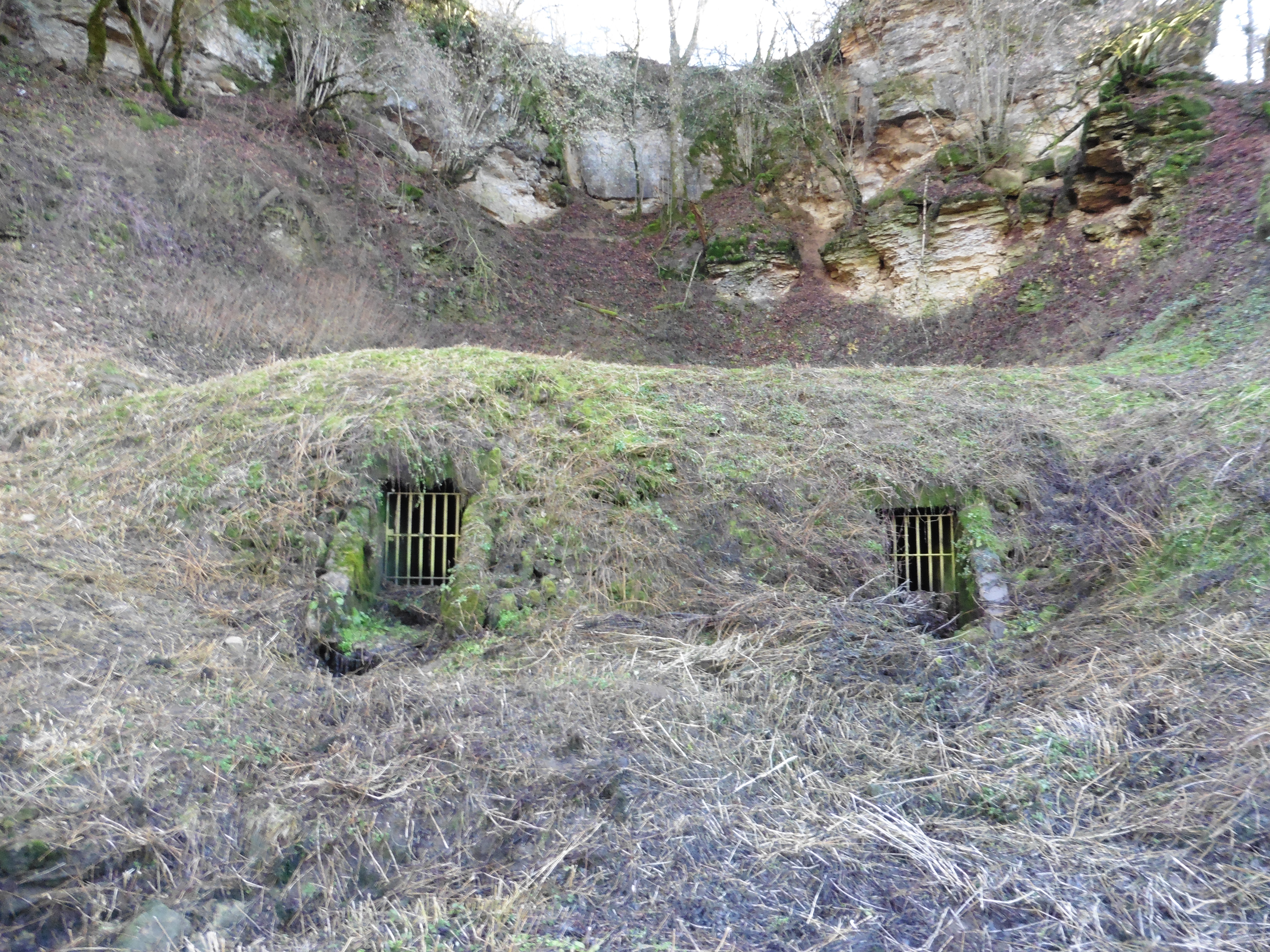
Conduits d'évacuation des crues au Creux-sous-Roche

- le ruisseau qui provient des sous-écoulements du village de Saône, du sous-écoulement de l'exsurgence de l'Œil-de-Bœuf, de la fontaine du grand-Saône.

Absorbant les eaux de ces ruisseaux en période normale, le ponor sature en période de pluies abondantes et prolongées car, malgré les trop-pleins aménagés, la perte n'a pas un débit suffisant pour absorber le flux et le marais est alors complètement recouvert. Il arrive même que le Creux inverse son sens d'écoulement, ce qui aggrave l'inondation. On notera que le point bas de la voie ferrée à sa traversée du marais n'est surélevé que de 2 mètres (385 m contre 383 m) ; l'entrée du tunnel de Morre se situe quant à elle à 389 mètres, ce qui exclut à priori tout risque de vidange du marais par ce passage.
La recherche d'une solution aux inondations récurrentes du marais a débuté dès la fin du XVIIIe siècle. En 1825, outre le « décombrement » du Creux, l'idée du percement d'un tunnel d'évacuation sous la crête de Morre est avancée, mais sans suite. En 1835, le projet de création d'une Compagnie du dessèchement des marais de Saône est rejeté par les propriétaires des terrains concernés. L'ingénieur en chef Parandier fait réaliser en 1852 le désenrochement du Creux et projette un tunnel vers les bassins du sud-ouest. Il n'y aura pas de suite, contrairement au cas similaire de Champlive et Dammartin-les-Templiers : là, les eaux du Gour qui inondaient régulièrement les prés des deux communes sont dérivées vers la vallée du Doubs via un tunnel creusé entre 1845 et 1850, puis prolongé entre 1896 et 1899.
En ce début de XXIe siècle, aucune solution contre le risque de submersion du marais et de la départementale 104 n'a été mise en œuvre, en dehors de l'aménagement des puits d'évacuation.

### Fosses de Saône
Les eaux absorbées au Creux-sous-Roche, empruntent des galeries souterraines ; la voûte de l'une d'entre-elles s'est effondrée à 350 m au sud-est du ponor, donnant naissance à 3 dolines géantes (fosses) dont la plus grande couvre 3 hectares et a 30 m de profondeur. Ces effondrements aux parois de calcaire verticales formant des dièdres anguleux, ont leurs fonds couvert de végétation. L'ensemble Creux-Fosses est un site inscrit depuis le 19 juin 1942.

## Écosystème

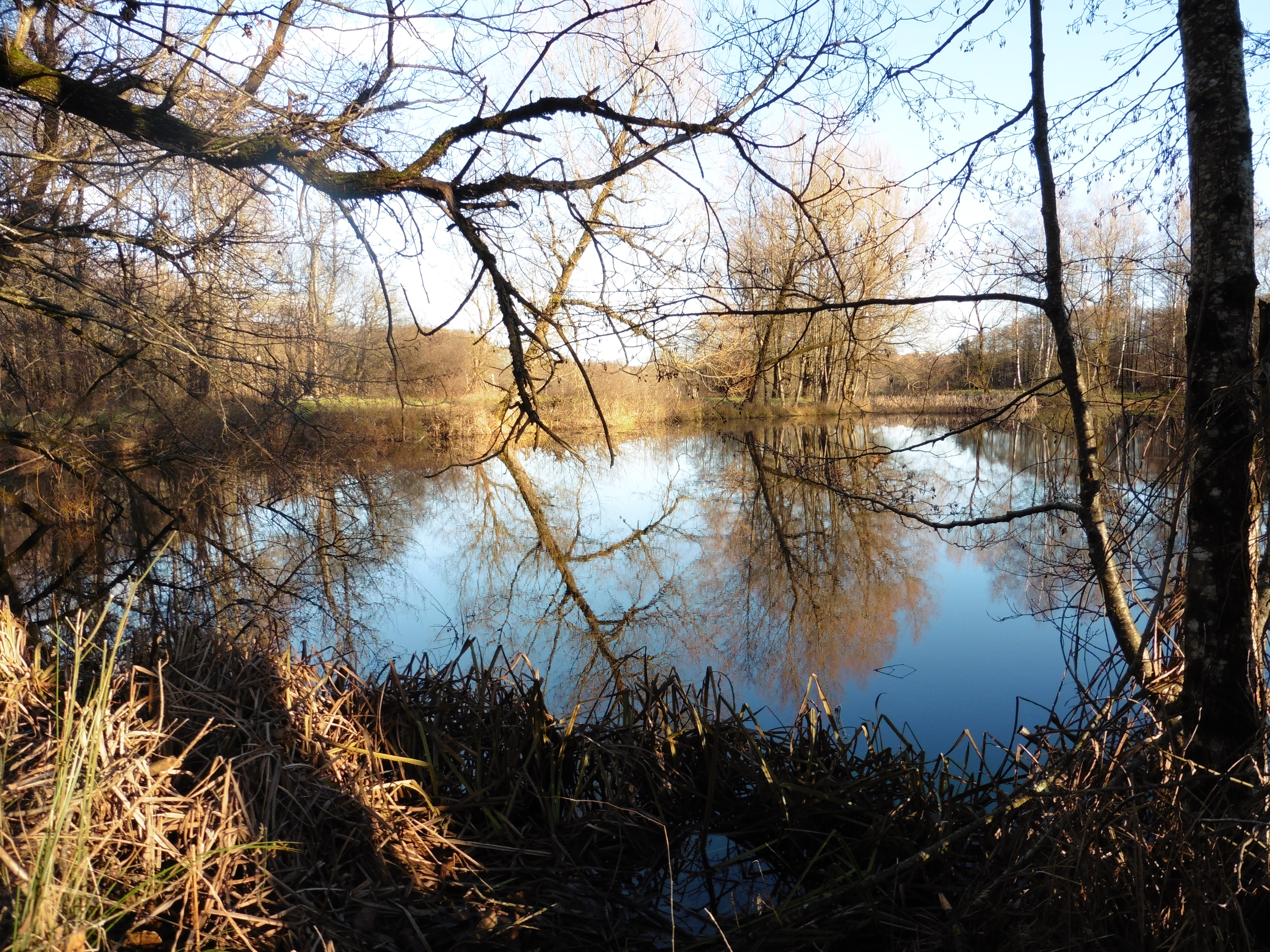
Un étang du marais

Le marais correspond au point bas du bassin fermé de Saône. Les eaux de ruissellement y subissent une rétention avant de converger vers l’exutoire principal du Creux-sous-Roche. De ce fait, cette zone joue un rôle important sur le plan climatique (réduction des écarts de température), hydrologique (régulation de l'écoulement des eaux) et écologique (diversité des habitats et des espèces). Enfin, l’intérêt pédagogique lié au fonctionnement karstique est exceptionnel.
Toute une gamme de milieux différents est présente dans cette zone humide. Chacun des habitats correspond à un stade d'évolution distinct : végétation aquatique, roselière, cariçaie, bas-marais alcalin, prairie para-tourbeuse, fourrés de saules et bourdaines, aulnaie marécageuse, aulnaie–frênaie ou encore chênaie pédonculée.
Ces formations variées hébergent une flore originale et très diversifiée. Parmi les onze espèces patrimoniales recensées, quatre sont protégées dans la région dont la Gentiane pneumonanthe et le potamot des Alpes, ou au plan national comme la renoncule grande douve et la violette élevée. Cette dernière est rare en France et connue exclusivement dans ce secteur en Franche-Comté. Le marais est également la seule localité mentionnée pour l'ail anguleux.

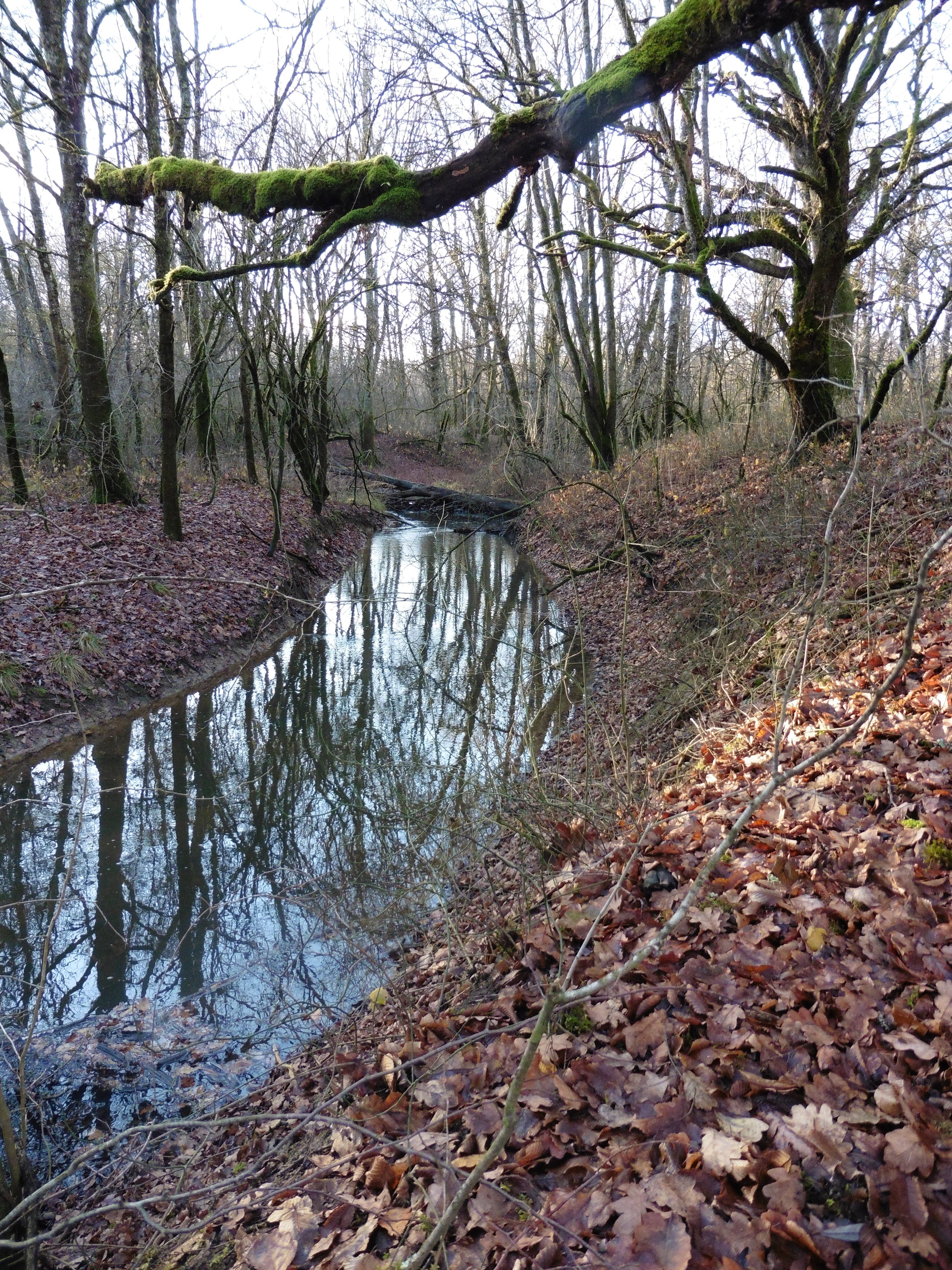
Ruisseau du marais

Cette grande étendue de milieux humides possède aussi une faune caractéristique dont de nombreux éléments : amphibiens, oiseaux, papillons, libellules, sont menacés à l’échelle de la France ou de la région. C’est le cas du crapaud sonneur à ventre jaune, des tritons crêté et ponctué, du râle des genêts, du râle d'eau, du cuivré des marais, du damier de la succise et de l'agrion de mercure. En outre, les ruisseaux qui sillonnent le marais abritent onze espèces de poissons, et la zone constitue une frayère potentielle à brochets.

### Menaces et préservation

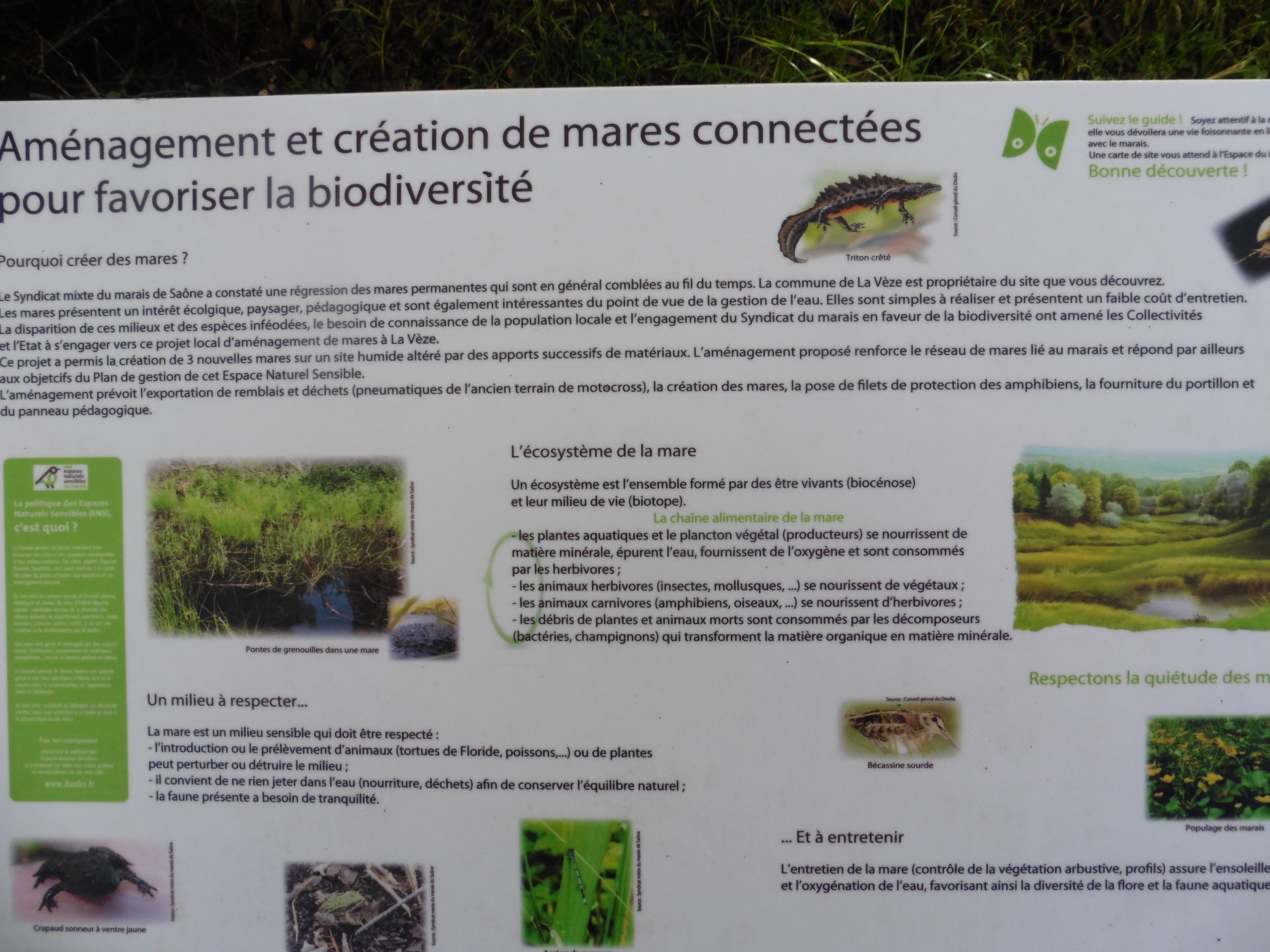
Création de mares

Outre l'oléoduc sud-européen qui passe depuis 1962 en limite du marais et transite par la station de pompage de Gennes toute proche, de nombreuses activités agricoles, industrielles et commerciales s’exercent en marge du marais qui est bordé et traversé par plusieurs routes et une voie ferrée. L'aéroport de La Vèze construit sur le marais se trouve enclavé à l'intérieur de la ZNIEFF.
De plus, des activités à risques pour l'écosystème sont pratiquées : drainage quasi généralisé, plantations et enrésinements localisés, usage de produits altérant la qualité des eaux. Le risque de pollution accidentelle liée à la circulation routière demeure présent en permanence. Par ailleurs, l’abandon de l’exploitation agricole dans la majeure partie du marais se traduit par une fermeture progressive de certains milieux à la suite de la colonisation naturelle par des ligneux : de 30 % en 1950, le taux de boisement est passé à 70 % actuellement.
Tous ces éléments ont contribué à éroder la diversité biologique : 25 espèces patrimoniales ont aujourd'hui disparu, soit près de 50 % des espèces déterminantes. La richesse de ce marais était donc beaucoup plus importante par le passé et revêtait même un caractère exceptionnel. Les milieux sont encore présents pour la plupart, mais ce sont les conditions hydrologiques et l’usage qui ont changé. Par conséquent, une reconquête des habitats naturels et une réinsertion des espèces disparues sont potentiellement envisageables à travers un programme approprié de travaux de gestion, associé à une protection réglementaire.

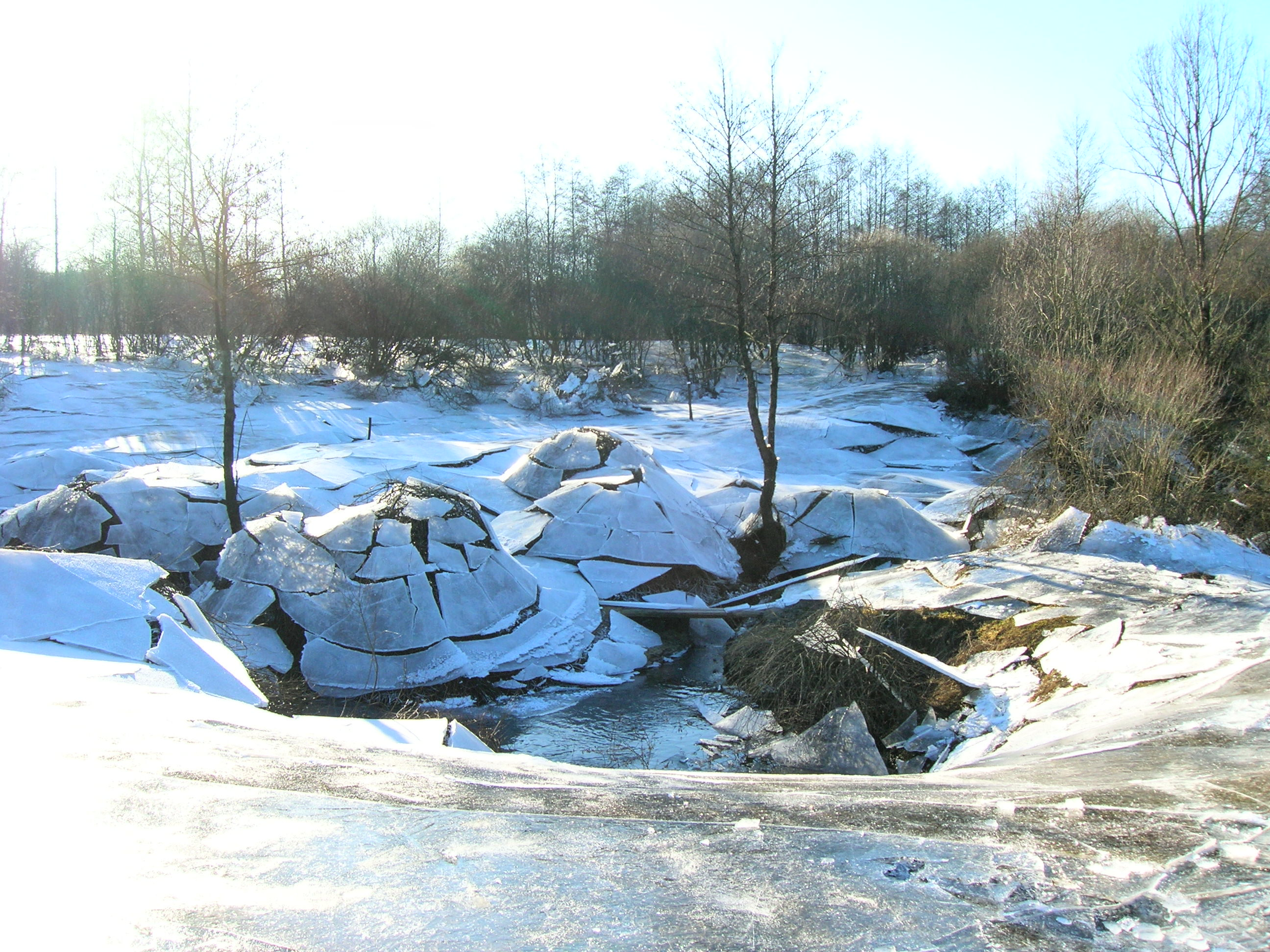
Le ruisseau sous la neige.
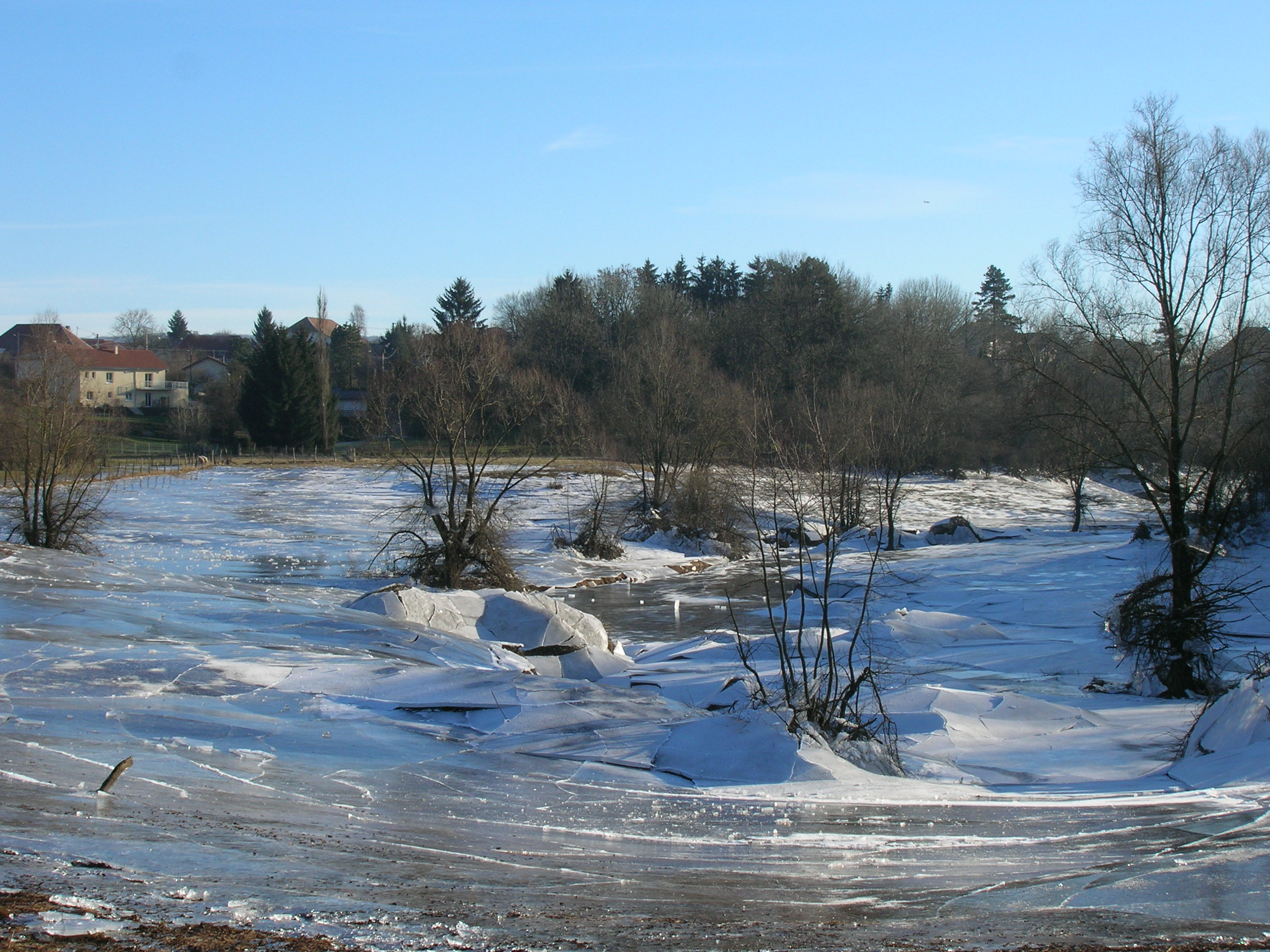
Doline du Creux-sous-Roche sous la neige.
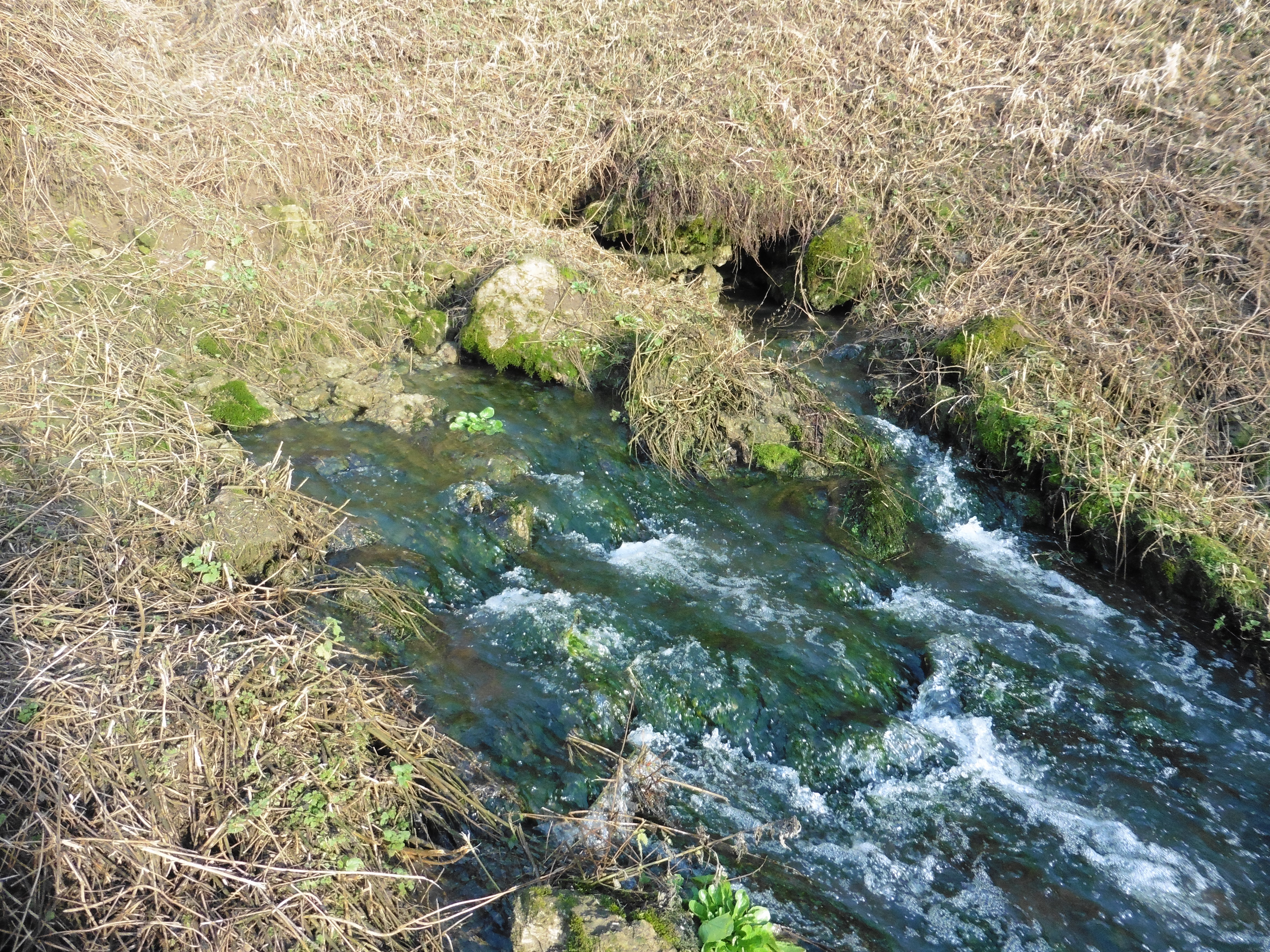
Résurgence du Creux-sous-Roche.
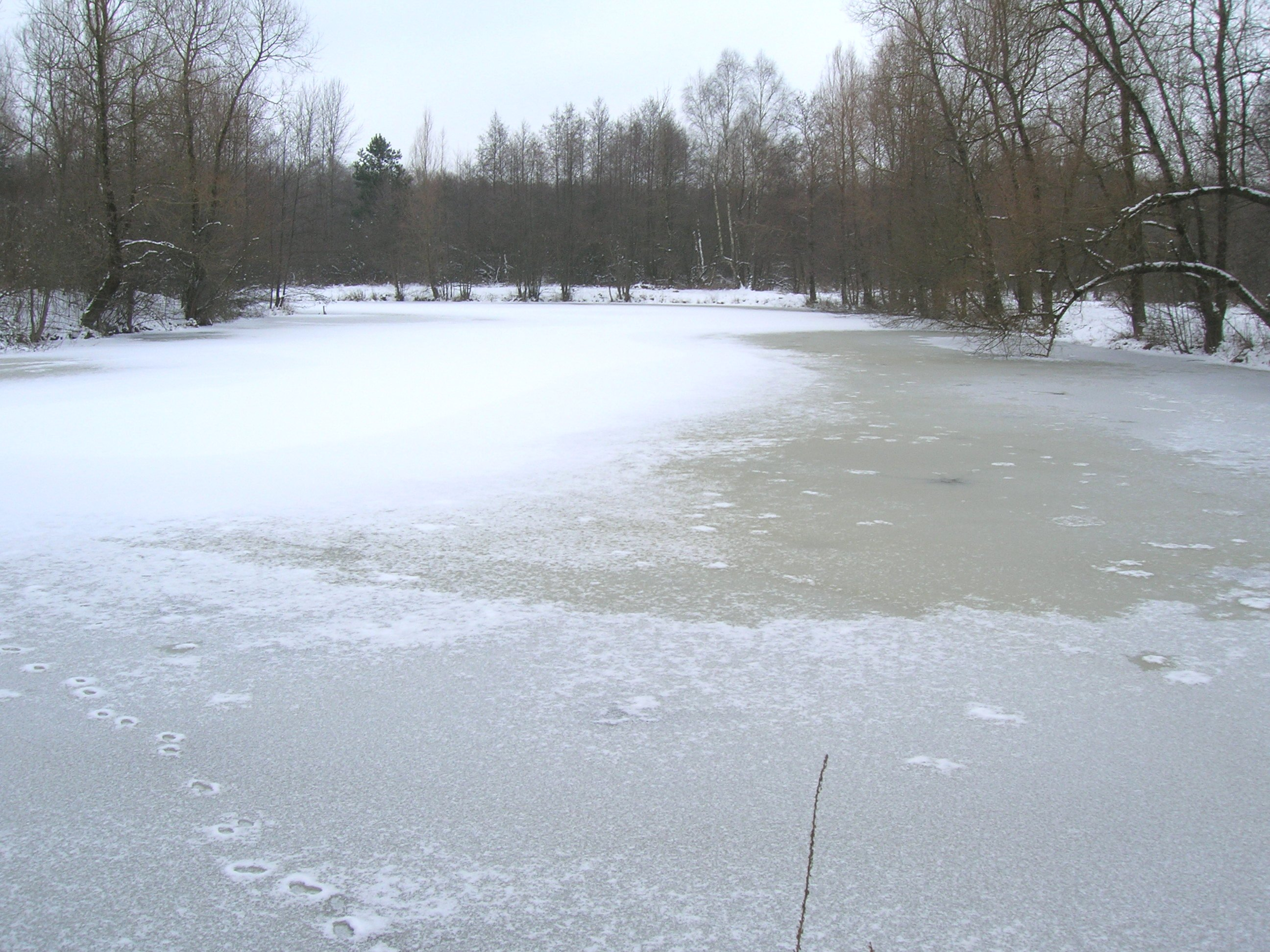
Un des étangs du marais gelé.
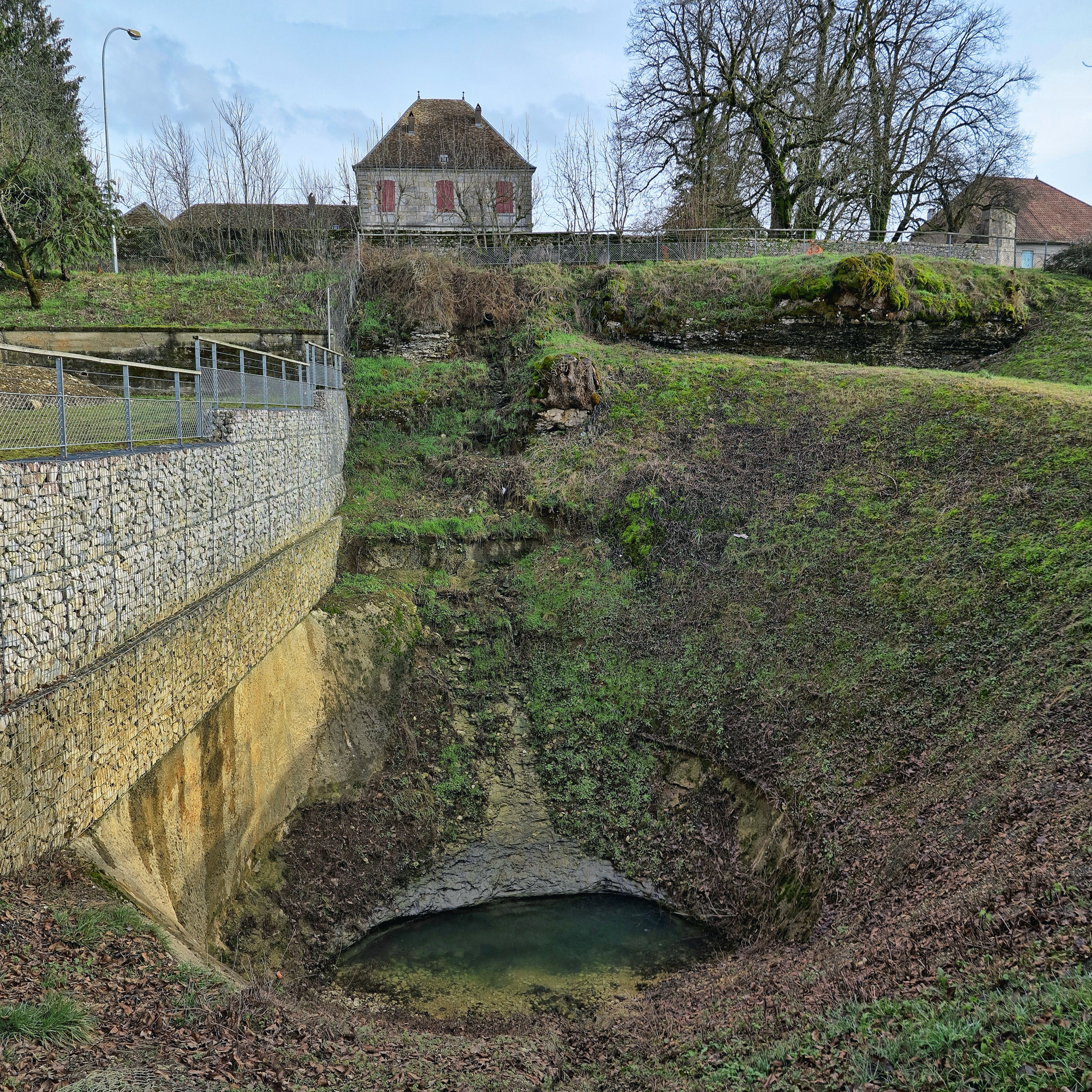
L'Œil de Bœuf.